# University of Hawaii Press
University of Hawaii Press est une maison d'édition universitaire de livres et des journaux et une filiale de l'université d'Hawaï.